# 아모리 쇼

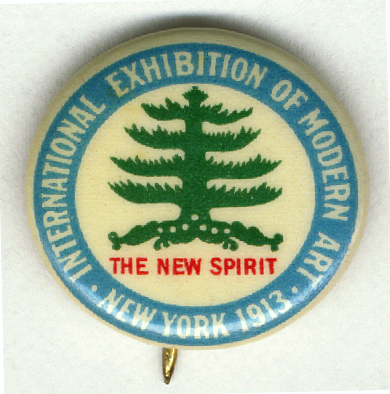

아모리 쇼(Armory Show, International Exhibition of Modern Art)는 병기고(兵器庫) 전람회를 말한다. 1913년 2월 뉴욕의 제69연대의 병기고에서 유럽 현대미술을 소개하는 큰 규모의 전람회가 개최되었는데 이 전람회를 개최장소로 한 연유로 아모리 쇼라고 부른다. 세잔·고흐에서 포비슴·표현주의·퀴비슴에 이르는 현대미술이 처음으로 미국에서 공개된 획기적인 전람회였다. 회장은 분노와 조소로 싸였다고 하는데 당시 유럽에 이식(利植)된 구미술(舊美術)에 안일하게 젖어 있던 미국 미술계에 준 충격은 대단히 컸다. 특히 퀴비슴이 전시된 화실은 '공포의 방'이라 불리어 마르셀 뒤샹의 작품 <계단을 내려오는 나체> 등은 이것을 이해하려는 사람도 없어 스캔들의 일종이 되었다. 그러나 뉴욕에서 8만명, 시카고 및 보스턴의 순회 전람회에서 18만명의 관중이 모인 이 전람회의 성과는 결코 무시할 수 없는 것이었다.
미국의 젊은 세대는 싸우는 무기를 여기에서 얻었던 것이다.

## 같이 보기
- E.A.T.
- 뉴욕의 문화